# سيجا نت
سيجا نت (بالإنجليزية: SegaNet)‏ كانت خدمة تسمح باللعب عبر الإنترنت قدمتها سيجا لجهازيها سيجا ساترن ودريم كاست، حيث بدأت في 1996 إلى أن تم إيقافها في 2002. حيث كان يتم الاتصال في دريم كاست من خلال الطلب الهاتفي، ومع تراجع مبيعات دريم كاست بسبب المنافسة من بلاي ستيشن 2 والإعلان عن إكس بوكس ونينتندو جيم كيوب أعلنت سيجا أن الخدمة سوف تتوقف نهائيا.